# Birago Diop
Birago Ishmael Diop (ur. 11 grudnia 1906 w Ouakam, zm. 25 listopada 1989 w Dakarze) – senegalski poeta, prozaik i dramaturg, z wykształcenia lekarz weterynarii. Działacz ruchu Négritude w latach 30., a także dyplomata.

## Życiorys
Urodził się w miejscowości Ouakam, niedaleko Dakaru. W 1920 pojął naukę w Lycée Faidherbe w Saint Louis, później studiował weterynarię i medycynę na Uniwersytecie Tuluzy (Université de Toulouse). Po ukończeniu studiów rozpoczął pracę chirurga weterynaryjnego w ramach struktur administracji francuskiej w zachodnich krajach Afryki. W okresie pracy spisał opowiadania plemienne Wolofów. Był także autorem utworów poetyckich, wspomnień i sztuk teatralnych. W latach 1960–1964 był pierwszym ambasadorem Republiki Senegalu w Tunezji. 

## Wybrane dzieła
Proza
- Les contes d'Amadou Koumba, 1947, tr. 1966
- Les nouveaux contes d'Amadou Koumba, 1958
- Contes et Lavanes, 1963
- Contes d'Awa, 1977

Poezja
- Leurres et Lueurs, 1960

Dramaty
- L'os de Mor Lam, 1977

Wspomnienia
- La Plume raboutée, 1978
- A rebrousse-temps, 1982
- A rebrousse-gens, 1985
- Du temps de..., 1986
- Et les yeux pour me dire, 1989